# Rolls-Royce Meteor
Der Rolls-Royce Meteor war ein britischer V-12-Zylinder-Panzermotor mit Flüssigkeitskühlung, der im Jahre 1943 während des Zweiten Weltkrieges aus dem Flugmotor Rolls-Royce Merlin abgeleitet wurde. Er war die Antriebsquelle für verschiedene britische Panzerfahrzeuge auch noch nach dem Zweiten Weltkrieg und gehört zu den erfolgreichsten Panzermotoren überhaupt.

## Geschichte

### Entstehung
Vor dem Erscheinen des Rolls-Royce Meteor, der während des Zweiten Weltkrieges im Jahre 1943 aus dem V-12-Zylinder-Flugmotor Rolls-Royce Merlin abgeleitet wurde, galten die meisten britischen Panzer als untermotorisiert und oft auch als mechanisch unzuverlässig. Anders als bei früheren britischen Panzermotoren wie etwa dem Nuffield Liberty (Lizenzbau des US-amerikanischen Flugmotors Liberty L-12) aus dem Cruiser-Tank-Kreuzer-Panzerkampfwagen Crusader, besaß der Meteor einen weitaus größeren Hubraum (etwa 27.000 cm³), dadurch war er mechanisch weit weniger belastet, verfügte naturgemäß über mehr Kraftreserven, war aufgrund seiner weitaus moderneren Konzeption als Flugmotor drehzahlfester und daher im Vergleich letzten Endes auch bei weitem weniger empfindlich. Der größte Fortschritt bei allem war jedoch, dass der Meteor eine doppelt so hohe Leistung abgab und so als erster Motor gilt, der britischen Panzern eine angemessene Motorleistung bei guter mechanischer Zuverlässigkeit zur Verfügung stellen konnte. Anfangs noch von Rolls-Royce selbst gefertigt, wurde die Produktion nach kurzer Zeit zur Firma Leyland nach Luton ausgelagert, damit Rolls-Royce sich voll auf die Produktion der Merlin- und Griffon-Flugmotoren konzentrieren konnte.

### Cromwell-Panzer (ab 1943)
Der Motor kam in seiner ersten Ausführung mit einer Leistung von 600 PS (447 kW) bei 2000/min noch 1943 umgehend im neuen mit bis zu 64 km/h (40 mph) schnellen Cromwell-Cruiser Tank mit 75-mm-Kanone zum Einsatz. Diese enorme Höchstgeschwindigkeit (schnellster britischer Panzer des Krieges) wurde kurze Zeit später wegen Fahrwerksschäden auf 53 km/h bzw. 33 mph begrenzt. Der Rolls-Royce Meteor erlaubte derart hohe Fahrleistungen, dass die Cromwells den weit schwereren deutschen Panzern wie dem Tiger bzw. dem Panther oftmals entkamen oder sie in diversen Fällen gar ausmanövrieren konnten. Trotz mancher Vollgas-Parforcejagd auf dem Schlachtfeld oder auf dem Weg dorthin überzeugten die Maschinen stets durch Unempfindlichkeit und Zuverlässigkeit. Der Cromwell wurde im Jahre 1950 aus dem Dienst genommen.

### Comet-Panzer (ab 1945)
Der Comet war die Weiterentwicklung des Cromwell, er erschien im April 1945 auf dem Schlachtfeld, konnte aber wegen des nahen Kriegsendes im Mai keine allzu große Rolle mehr spielen. Auch in diesem verbesserten Panzer, der nur wenig schwerer als sein Vorgänger war, bewährte sich der Rolls-Royce Meteor und verlieh diesem trotz höherem Gewicht eine (wiederum begrenzte) Höchstgeschwindigkeit von 51 km/h (32 mph). Der Comet blieb bei der British Army noch bis 1958 im Einsatz, in Südafrika noch bis 1970.

### Centurion-Panzer (ab 1945)
Noch im Mai 1945, jedoch zu spät für einen Einsatz im Krieg, wurde der Centurion Mk.I als Schwerer Kreuzer-Panzerkampfwagen (englisch: „heavy cruiser tank“) neu eingeführt. Dieser war der erste britische Kampfpanzer mit wirklich gutem Panzerschutz und verfügte ebenfalls über den Rolls-Royce Meteor. Der Centurion avancierte zum wohl bekanntesten britischen Panzer, da er in vielen Ländern noch sehr lange Zeit nach dem Krieg im Einsatz war und zum Teil (wenn auch mehr oder weniger umfangreich modernisiert) noch heute verwendet wird. Allerdings zeigte sich bei den neueren Versionen des Centurion (ursprünglich als schwerer Panzer entworfen, jedoch seit Ende der 1950er-Jahre als mittlerer Panzer klassifiziert), dass er mit seinen 51 Tonnen Gefechtsgewicht nicht eben leicht war und der Rolls-Royce Meteor als Antriebsquelle nicht mehr ganz zeitgemäß war. Diese neueren Versionen, dessen Rolls-Royce Meteor nunmehr 650 PS leistete, erwiesen sich mit einer Höchstgeschwindigkeit von nur  etwa 35 km/h als zu langsam und der Kraftstoffverbrauch war recht hoch, was besonders nach das Gewicht weiter in die Höhe treibenden Aufrüstungen bzw. Kampfwertsteigerungen die ohnehin nie besonderes große Reichweite immer weiter einschränkte. In der Folgezeit wurden in vielen Fällen die originalen Rolls-Royce Meteor-Ottomotoren gegen modernere, stärkere und sparsamere Dieselmotoren US-amerikanischer Produktion (z. B. bei den schwedischen Centurion oder bei den israelischen Centurions mit dem Namen Sho't) ausgetauscht. Der südafrikanische Olifant Mk.1, eine eigene Weiterentwicklung des Centurion, behielt zunächst den Rolls-Royce Meteor, der jedoch mit Hilfe einer mechanischen Einspritzanlage in der Leistung auf über 800 PS gesteigert wurde. Die späteren Ausführung Olifant Mk.1A erhielt einen Dieselmotor landeseigener Herstellung mit 750 PS, ab Version Mk.1B gar einen Turbo-Dieselmotor mit 900 oder 950 PS.

### Tortoise-Panzer (ab 1947)
Im Jahre 1947 wurde auch im experimentellen schweren Sturmpanzer/Jagdpanzer Tortoise (Schildkröte) mit 95-mm-Kanone (32 pounder) der Rolls-Royce Meteor eingebaut und erwies sich überraschenderweise als zuverlässig, obwohl dieses Fahrzeug sehr schwer und damit extrem untermotorisiert war. Mit seinem Gewicht von nahezu 80 Tonnen und maximal 20 km/h Geschwindigkeit war der Tortoise auch dementsprechend langsam und verbrauchte extrem viel Kraftstoff. Dieses Fahrzeug blieb aufgrund des in der Praxis eingeschränkten Gefechtswerts ein Prototyp (nur sechs Exemplare).

### Conqueror-Panzer (ab 1948)
Der schwere Kampfpanzer Conqueror mit 120-mm-Kanone war 1948 das vorletzte mit dem Rolls-Royce Meteor versehene britische Panzerfahrzeug. Der Conqueror war trotz der neuen Motorversion mit Benzineinspritzung Meteor M120 die 810 PS (595 kW) leistete, bei einem Gefechtsgewicht von 66 Tonnen mit 34 km/h recht langsam, was erstmals offen zeigte, dass der Rolls-Royce Meteor dem Ende seines Potentials nahe war. Er konnte daher für zukünftige Panzermodelle nicht mehr die erste Wahl sein. Auch diese neue Version konnte mit guter Zuverlässigkeit überzeugen (obwohl das nicht immer auch auf die Kraftübertragung zutraf), doch der Kraftstoffverbrauch war sehr hoch und die Reichweite des Conqueror mit 165 bis 65 Kilometer eher gering. Interessanterweise konnte dieser schwere Kampfpanzer aufgrund seiner gelungenen Fahrwerkskonstruktion trotz höherem Gewicht gegenüber dem Centurion diesem bei Fahrten im Gelände auf und davonfahren. Der Conqueror wurde im Jahre 1966 ausgemustert, wobei neue kampfwertgesteigerte Versionen des Centurion seine Rolle übernahmen.

### Charioteer-Panzer (ab 1953)
Der endgültig letzte britische Panzer, der vom Rolls-Royce Meteor angetrieben wurde, war der Charioteer (Offizielle Bezeichnung: FV 4101 Charioteer tank destroyer), in Großbritannien im Einsatz von 1953 bis 1959 (20 Exemplare), danach an Österreich, Jordanien, sowie Finnland verkauft. Dieser war ein Derivat des Cromwell mit neuem Turm und einer langen 20-Pfund-Kanone (84 mm) aus dem Centurion Mk.3, der in 200 Exemplaren für den Einsatz als Panzerzerstörer umgebaut worden war. Der Rolls-Royce Meteor bewährte sich auch in diesem Panzerfahrzeug, das nur geringfügig langsamer war als der originale Cromwell. Der Charioteer war auch der letzte vom Rolls-Royce Meteor angetriebene Panzer, der noch zu einem Kriegseinsatz kam (im Jahr 1978 im südlichen Libanon auf Seiten der PLO gegen Israel bei der Operation Litani). Aufgrund seiner Feuerkraft und guten Fahrleistungen sowie seiner Zuverlässigkeit blieb dieses Fahrzeug bei der finnischen Armee in 38 Exemplaren noch bis 1979 im Einsatz.

## Beschreibung
Der Rolls-Royce Meteor stammt direkt vom Flugmotor Rolls-Royce Merlin ab, einem V-12-Zylinder-Ottomotor mit 60° Zylinderwinkel und Flüssigkeitskühlung, der im Zweiten Weltkrieg verschiedene britische Jagdflugzeuge (Hawker Hurricane, Spitfire Mk.I-IX), US-amerikanische Jagdflugzeuge (Curtiss P-40, P-51 Mustang) und britische Bomber (Handley Page Halifax, Avro Lancaster, De Havilland DH.98 Mosquito) antrieb. Später wurde er auch einige britische und kanadische Zivilflugzeuge wie die Avro Lancastrian oder die Canadair North Star eingebaut. Für den Einsatz als Panzermotor wurde der Merlin nur leicht modifiziert. Der beim Merlin übliche Lader wurde weggelassen, die Gemischaufbereitung mit anderen Vergasern bestückt und die Leistung je nach Version auf 600 PS (447 kW) bei 2000/min bzw. (später) 650 PS (485 kW) bei 2200/min gedrosselt. Die letzte Ausführung Meteor M120 (auch als Fuel injected Meteor bekannt) leistete mit Benzineinspritzung 810 PS (595 kW) bei 2500/min. Diese Beschränkung der Leistungsausbeute auf ein ausgewogenes Maß brachte einen günstigen Drehmomentverlauf und materialschonenden Betrieb, was der Lebensdauer und der Zuverlässigkeit zugutekam. Da im Gegensatz zu den Flugmotoren für Panzermotoren die Einsparung von Gewicht nicht von so entscheidender Wichtigkeit war, wurden einige der teureren Leichtmetall-Komponenten des Merlin gegen solche aus Stahl ersetzt, um die Produktionskosten niedrig zu halten. Dennoch waren etwa 80 Prozent der Komponenten mit denen des Merlin-Flugmotors baugleich, was wiederum die Produktion enorm vereinfachte. Der Rolls-Royce Meteor erwies sich als gelungene Konversion eines bewährten Motors und galt als sehr zuverlässig und wartungsfreundlich. Aufgrund seines vielfachen Einsatzes gehört er zu den erfolgreichsten Panzermotoren überhaupt.

## Abarten
Vom Meteor stammt wiederum der Rolls-Royce Meteorite ab, ein auf 18 Liter verkleinerter V-Achtzylinder-Ottomotor, der dem schweren Panzertransporter Thornycroft Antar als Antrieb diente.

## Bilder von Meteor-Panzern

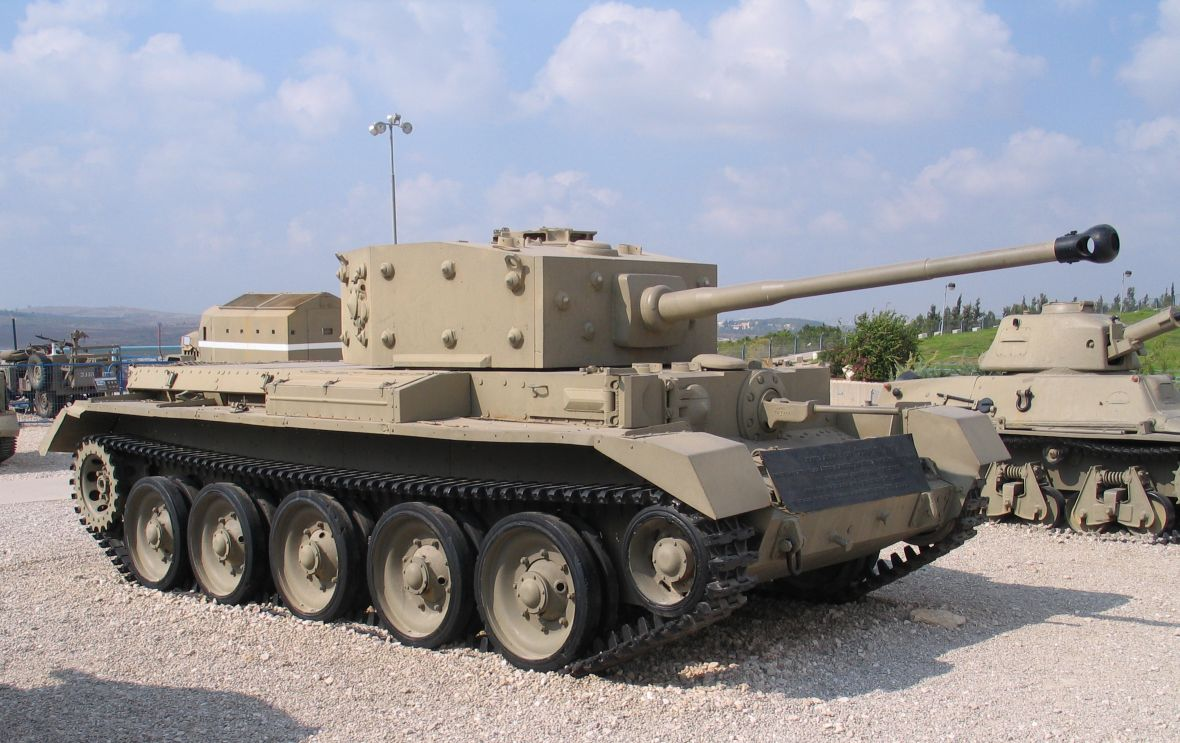
Cromwell
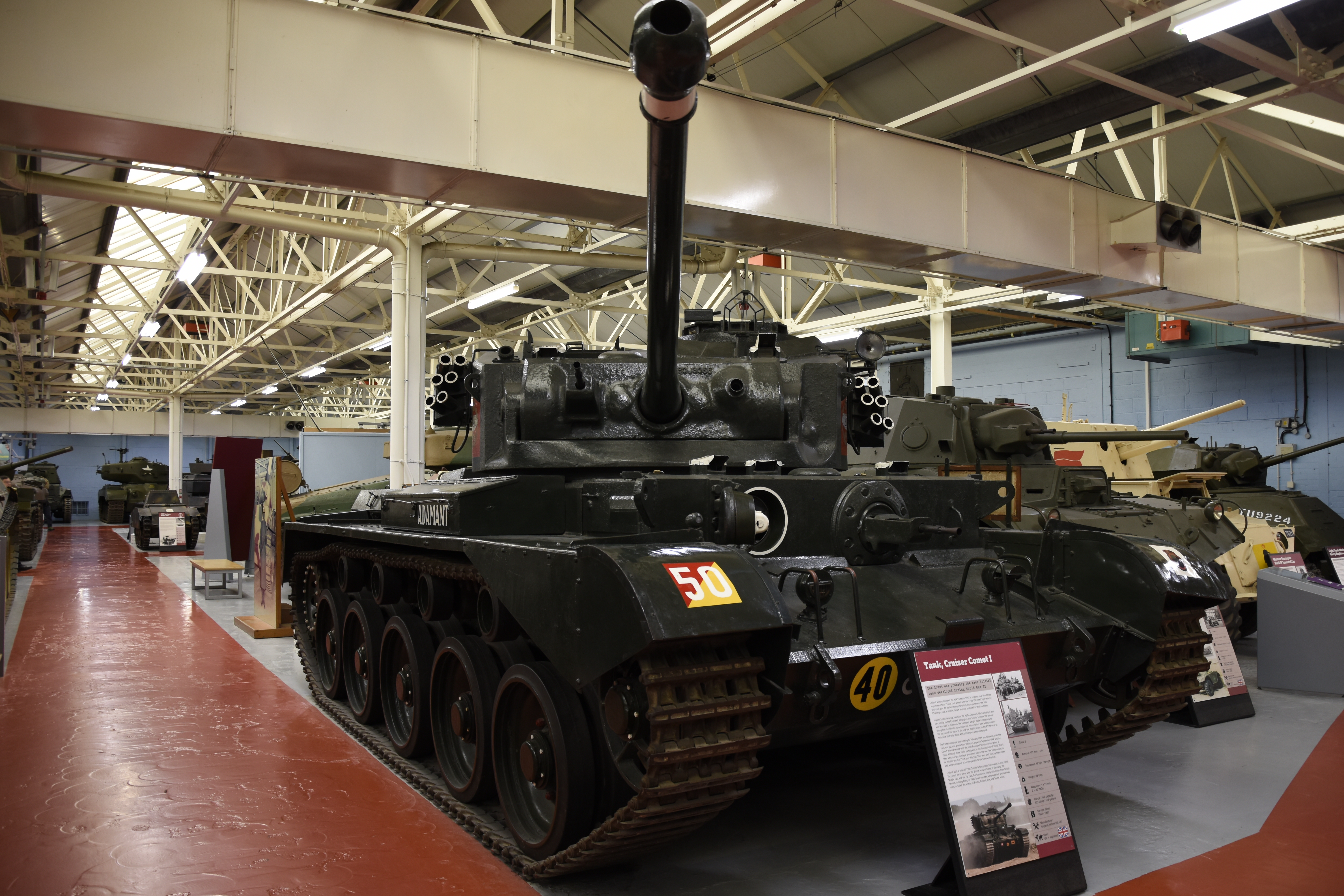
Comet
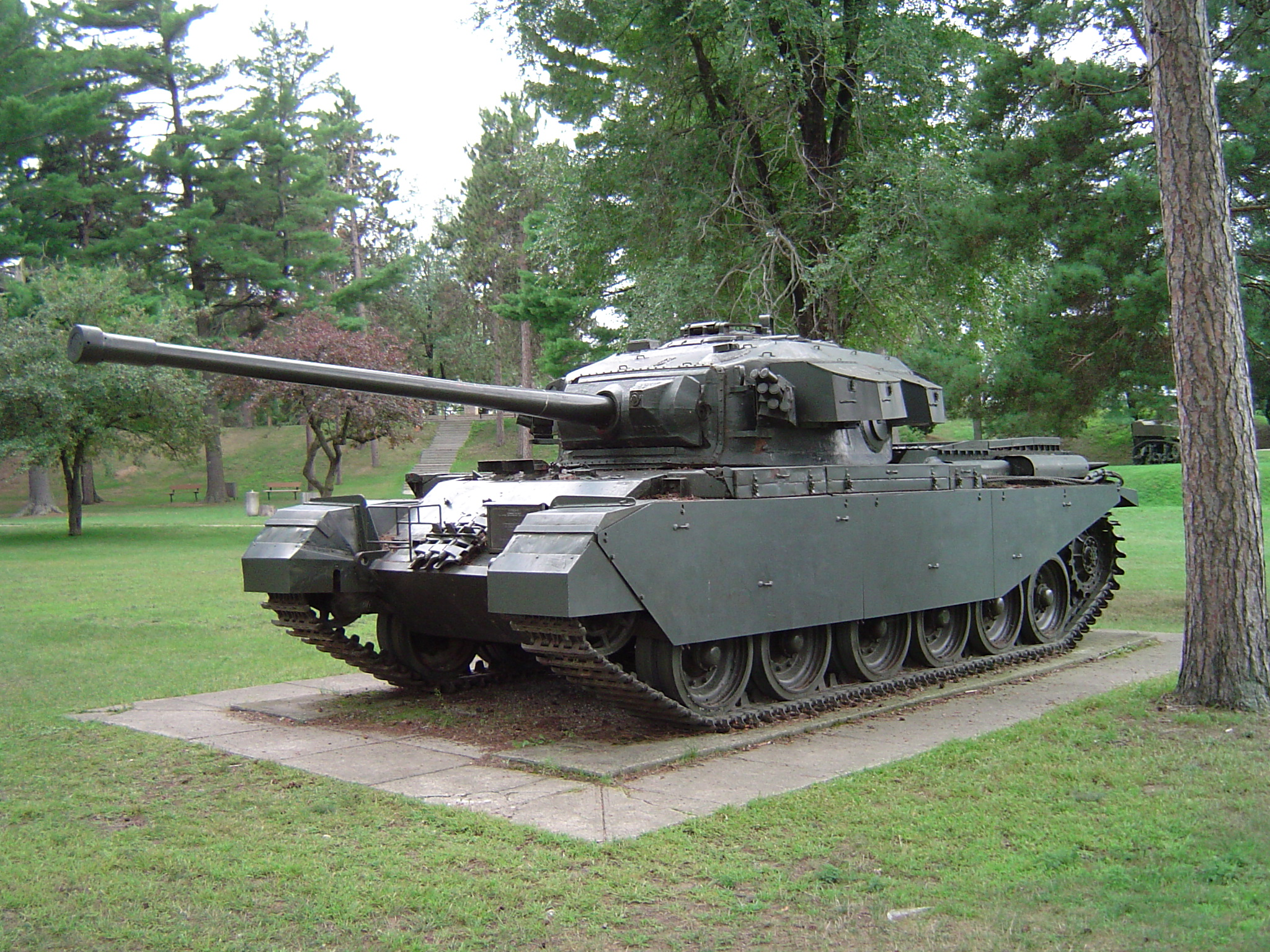
Centurion

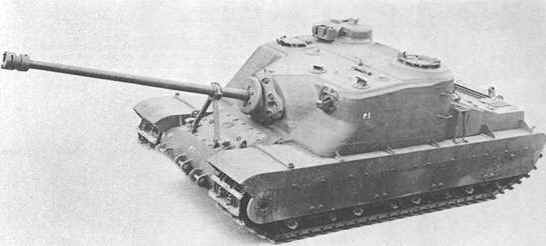
Tortoise
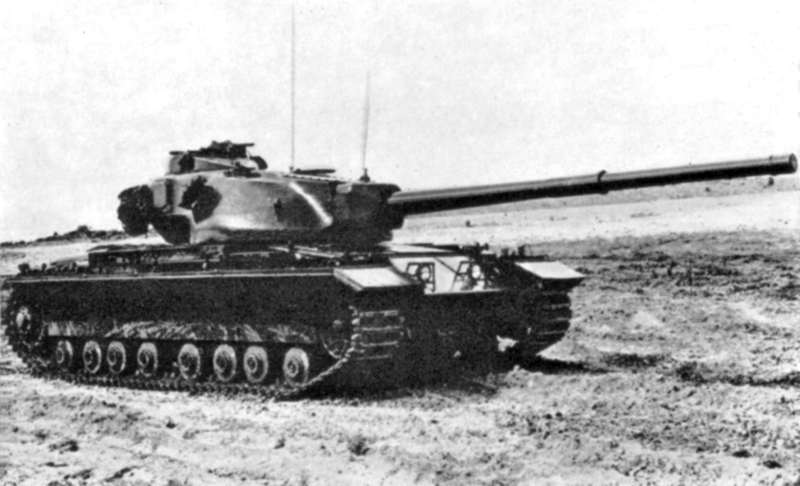
Conqueror
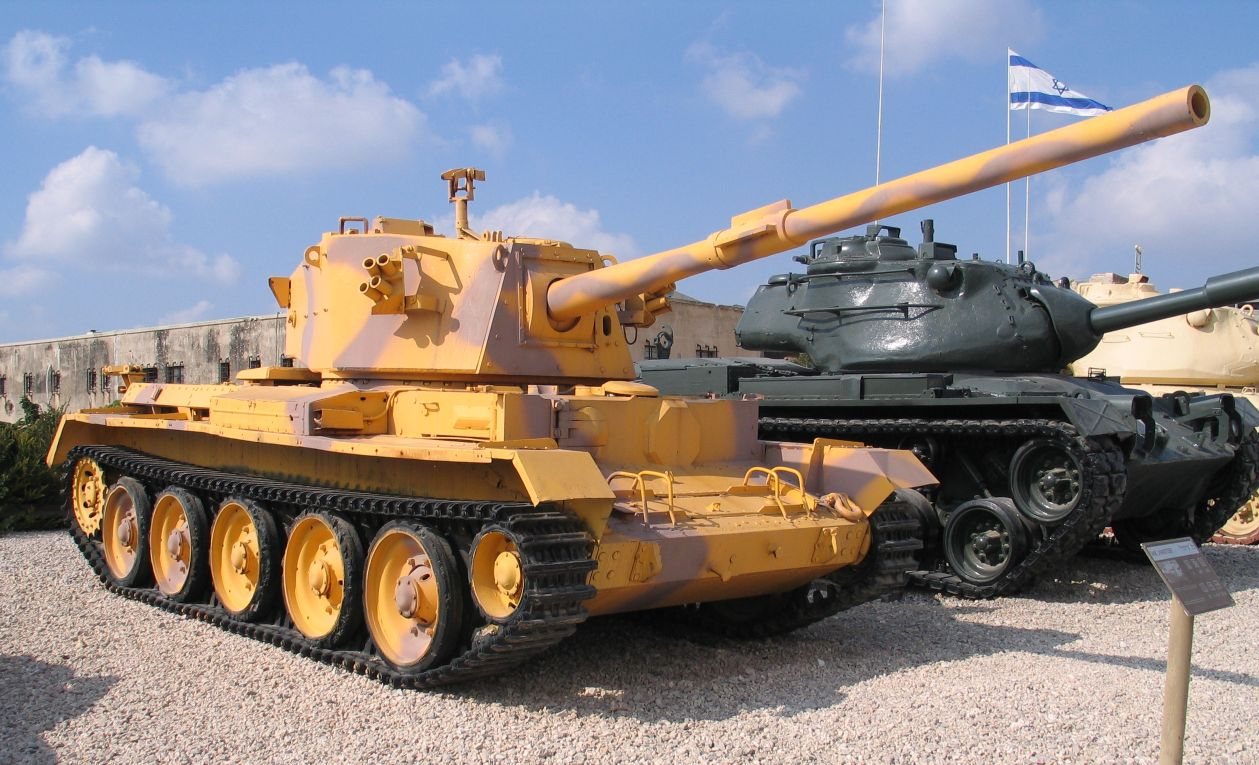
Charioteer

## Technische Daten
- Bauart: 12-Zylinder-60°-V-Ottomotor, flüssigkeitsgekühlt
- Hubraum: 26.800 cm³ (1.647 in³)
- Bohrung × Hub: 137,2 × 152,4 mm (5.4 × 6 in)
- Verdichtung: 6:1
- Ventilsteuerung: OHC, 2 Einlass- und 2 Auslassventile pro Zylinder, natriumgekühlte Auslassventile
- Gemischaufbereitung: 2 Steigstrom-Vergaser oder mechanische Einspritzung
- Leistung:
  - 600 PS (447 kW) bei 2000/min (Vergaser)
  - 650 PS (477 kW) bei 2200/min (Vergaser)
  - 810 PS (595 kW) bei 2500/min (Einspritzung)
- Schmierung: Trockensumpf mit einer Druck- und zwei Saug-Pumpen, Ölvorrat 30 Liter
- Kühlung: Überdruck-Flüssigkeitskühlung (Mischungsverhältnis 70 Prozent Wasser & 30 Prozent Ethylenglycol)
- Gewicht: 835 Kilogramm (1841 lb)
- Kraftstoff: Benzin

## Einsatz
Der Rolls-Royce Meteor kam in folgenden britischen Panzern zum Einsatz (in Klammern die Zeitspanne im britischen Einsatz):
- Cromwell (1943–1950)
- Comet (1945–1958) – in Südafrika bis 1970
- Centurion (1945–1968) – in einigen Ländern bis heute
- Tortoise (1947–1948) – nur Prototypen
- Conqueror (1948–1966)
- Charioteer (1953–1959, in Finnland bis 1979) – Derivat des Cromwell

## Andere britische Panzermotoren
- Meadows Flat 12
- Nuffield Liberty
- Bedford Twin Six (Bedford Flat 12)
- Leyland E-Serie
- AEC A-Serie